# Georgios Papandreou

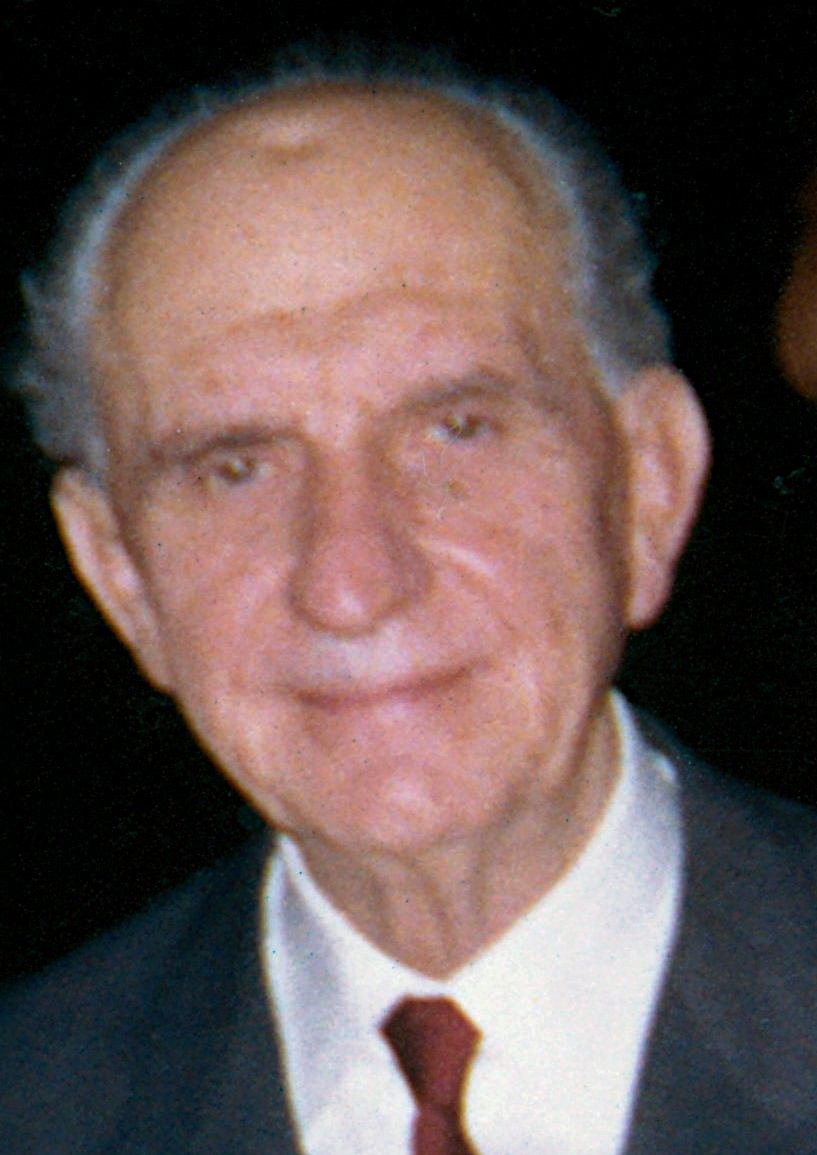
Georgios Papandreou

Georgios Papandreou (griechisch Γεώργιος Παπανδρέου; * 13. Februar 1888 in Kalentzi in Achaia; † 1. November 1968 unter Hausarrest in Athen) war ein griechischer Politiker und Ministerpräsident von Griechenland 1944 bis 1945 und 1964 bis 1965. Georgios Papandreou ist Vater von Andreas Papandreou und Großvater von Giorgos Andrea Papandreou.

## Leben
Nach dem Jurastudium in Athen und Berlin wurde Papandreou, ein Anhänger des liberalen Premierministers Eleftherios Venizelos, 1916 Präfekt von Lesbos und 1917–1920 Gouverneur von Chios, wo 1919 auch sein Sohn Andreas zur Welt kam. Seine Frau war Zofia (Sofia) Mineyko, Tochter eines polnischen Ingenieurs Zygmunt Mineyko, der sich im griechischen Freiheitskampf gegen die Osmanen engagiert hat. 1923 wurde Papandreou ins Parlament gewählt. Von 1930 bis 1932 legte er als Bildungsminister im Kabinett Venizelos ein groß angelegtes Schulbildungsprogramm auf. In der Folgezeit wandte er sich wegen der putschistischen Methoden vom Venizelismus ab und gründete die kleine Demokratische Sozialistische Partei.

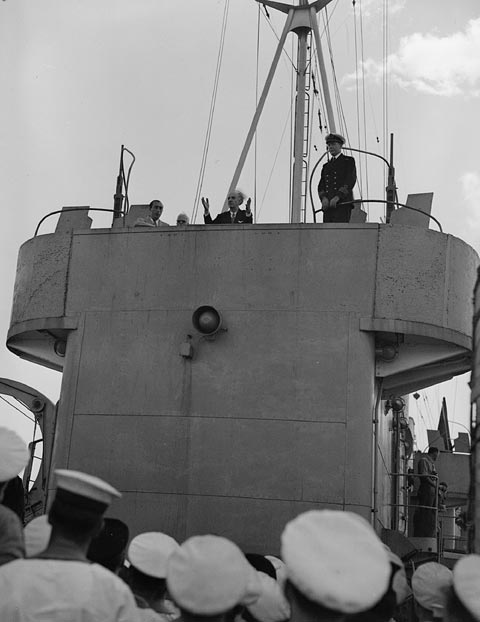
Papandreou kehrt 1944 auf der HMCS „Prince David“ nach Griechenland zurück

Die Metaxas-Diktatur trieb ihn ins Exil. Kurzzeitig durch die Achsenmächte verhaftet, floh er 1944 nach Kairo und wurde Premierminister der Exilregierung der nationalen Einheit. Als solcher kehrte er nach der Befreiung im Oktober 1944 nach Griechenland zurück. Nach dem kommunistischen Aufstand wurde Papandreou, ein überzeugter Antikommunist, bereits Anfang 1945 als Regierungschef abgelöst. 1950/51 war er als Anführer der Georgios-Papandreou-Partei an der Bildung mehrerer kurzlebiger Zentrumskoalitionen beteiligt.
1961 gründete Papandreou die Enosis Kendrou (EK, griechisch ΄Ενωση Κέντρου, Zentrumsunion), in der sich die bis dahin zersplitterten liberalen und zentristischen Gruppen zusammenfanden. Diese wurde bei den Wahlen im Oktober 1961 zweitstärkste politische Kraft; Papandreou zweifelte die Rechtmäßigkeit des Siegs der Rechten bei diesen Wahlen jedoch an, was zu jahrelangen erbitterten politischen Auseinandersetzungen führte.
Im November 1963 und im Februar 1964 gewann die EK die Parlamentswahlen, Papandreou wurde Premierminister. Die Durchführung seines Reformprogramms – vor allem auf dem Bildungssektor – wurde jedoch bald überschattet von einem neuen Zypernkonflikt, Verschwörungsverdächtigungen um seinen von ihm als Minister in die Regierung berufenen Sohn Andreas Papandreou und Auseinandersetzungen über die Kontrolle des Verteidigungsministeriums mit dem jungen König Konstantin II. Dem gelang es im Juli 1965 mit Hilfe von Überläufern aus der EK (angeführt von Konstantinos Mitsotakis), Papandreou von der Regierungsmacht zu verdrängen.
Eine Reihe instabiler Regierungen und verschärfter politischer Auseinandersetzungen folgte. Die verworrene Situation sollte im Mai 1967 durch die von Papandreou seit langem geforderten Neuwahlen geklärt werden. Um den von ihr befürchteten Wahlsieg Papandreous zu verhindern, riss am 21. April 1967 eine Militärjunta die Macht im Staate durch einen Putsch an sich. Papandreou wurde verhaftet, dann unter Hausarrest gestellt, wo er 1968 starb. Seine Beisetzung, an der ein Fünftel der Bevölkerung Athens teilnahm, wurde zur ersten Manifestation des Widerstands gegen die Diktatur.